# Franz Marek
Franz Marek, eigentlich Ephraim Feuerlicht, (* 18. April 1913 in Przemyśl, Österreich-Ungarn; † 28. Juni 1979 in Neukirchen, Oberösterreich) war ein österreichischer kommunistischer Politiker. Er war einer der führenden Intellektuellen der Kommunistischen Partei Österreichs (KPÖ) und später, gemeinsam mit Ernst Fischer, ein Repräsentant des Eurokommunismus.

## Leben
Franz Marek wurde kurz vor Ausbruch des Ersten Weltkriegs als Ephraim Feuerlicht im damals österreichischen Galizien geboren. Seine polnisch-jüdische Familie floh jedoch vor den Kampfhandlungen nach Wien, wo er in einem ärmlichen Flüchtlingsmilieu aufwuchs. Den Kampfnamen Franz Marek nahm er erst im Jahre 1935 an, als die KPÖ im österreichischen Ständestaat verboten war und nur im Untergrund weiter tätig sein konnte. In die illegale KPÖ war er nach den Februarkämpfen 1934 gemeinsam mit seinem ehemaligen Schulkameraden Jura Soyfer eingetreten. Dort wurden beide bald zu wichtigen Funktionären. Marek leitete ab 1936 die Agitation der Partei. Nach dem Anschluss Österreichs 1938 floh Marek ins Ausland. Während er gemeinsam mit Johann Koplenig nach Frankreich gelangte, wo die Leitung der KPÖ ihr Exilbüro aufbauen konnte, wurde sein Freund Soyfer beim Versuch in die Schweiz zu fliehen verhaftet.
Während nach der Okkupations Frankreichs viele Antifaschisten nach Übersee flohen oder zumindest in den von der Vichy-Regierung kontrollierten Süden, blieb Franz Marek in Paris und wurde dort zu einem der einflussreichsten österreichischen Kommunisten. Ab Januar 1942 wirkte er am bewaffneten Kampf der französischen Résistance mit und war in Paris Leiter eines Frontabschnitts. Im Gegensatz zu den französischen Widerstandskämpfern hatte er schon aus Österreich Erfahrung in der illegalen Parteiarbeit. So gelang es ihm lange Zeit unerkannt zu bleiben.  Am 11. August 1944 wurde Marek von der Gestapo doch noch verhaftet, gefoltert und erwartete im Gestapo-Gefängnis von Fresnes bereits die unmittelbar bevorstehende Hinrichtung. Gleichzeitig rückten jedoch bereits alliierte Truppen nach der Landung in der Normandie auf Paris vor und so überlebte er infolge des plötzlichen Abzugs der deutschen Truppen.
Nach 1945 gehörte Marek der Führungsgruppe der KPÖ an, war lange Jahre Mitglied des Politbüros und galt als zwar brillant, aber als ideologischer Hardliner und Stalinist (etwa im Vergleich zu Viktor Matejka). Bis zum Ungarischen Volksaufstand – in seiner Selbstsicht sogar bis zum Prager Frühling 1968 – war er für die im sowjetischen Machtbereich verübten Verbrechen „blind“. In den 1960er Jahren ging Marek so wie Fischer langsam auf reformistische Positionen über, beeinflusst durch den Prager Frühling und möglicherweise auch durch seine zweite Ehefrau, die Journalistin Barbara Coudenhove-Kalergi, die in ihren 2013 erschienenen Erinnerungen unter der Überschrift Die Liebe meines Lebens ausführlich über ihn berichtete. Marek war in erster Ehe mit Tilly Spiegel verheiratet gewesen; die Ehe wurde 1974 geschieden. Nach der Niederschlagung des Prager Frühlings durch die Okkupation der ČSSR im August 1968 und nachdem die Hoffnungen der Reformer (bzw. aus gegnerischer Sicht: Revisionisten), innerhalb der KPÖ eine gegenüber der Sowjetunion kritische Linie durchzusetzen, gescheitert waren, versuchte Franz Marek ab 1969 als Chefredakteur des Wiener Tagebuchs eine unabhängige linke Linie zu verfolgen. Seine politischen Beiträge erschienen in der Rubrik "Chronik der Linken". 1970 wurde er aus der KPÖ ausgeschlossen.

## Schriften (Auswahl)
- Frankreich von der dritten zur vierten Republik, Wien 1947.
- Stalin, der Mensch und sein Werk, Wien 1949.
- Philosophie der Weltrevolution, Wien 1966 (englisch New York 1969).
- Was Marx wirklich sagte zus. mit Ernst Fischer, Molden, Wien 1968.
- Beruf und Berufung Kommunist. Lebenserinnerungen und Schlüsseltexte, herausgegeben und eingeleitet von Maximilian Graf und Sarah Knoll. Mandelbaum, Wien 2017, ISBN 978-3-85476-659-9.